# Recanto das Minas Gerais
Recanto das Minas Gerais é um bairro pertencente à região leste de Goiânia, no estado de Goiás. Fundado na década de 1980, localiza-se num local peculiar da cidade, sendo próximo da BR-153 e da CEASA, o que permite estar próximo de regiões onde está o Goiânia Arena e o Estádio Serra Dourada, mesmo num local de contramão.[carece de fontes?]
Segundo dados da Prefeitura de Goiânia, o Recanto das Minas Gerais faz parte do 51º subdistrito de Goiânia, chamado de Santo Hilário. O subdistrito abrange, além dos dois bairros, o Monte Verde, Parque das Amendoeiras, Senador Paranhos, Tupinambás dos Reis, Jardim Caiçara, Jardim Lageado e Jardim Abaporu.
Segundo dados do Instituto Brasileiro de Geografia e Estatística (IBGE), divulgados pela prefeitura, no Censo 2010 a população do Recanto das Minas Gerais era de 9 311 pessoas.